# Casa Manuel Girona
La casa Manuel Girona, també coneguda com a Can Girona, és un edifici situat a la plaça del Duc de Medinaceli, 3, Ample, 2-2 bis, Mercè, 1-3 i plaça de la Mercè, 3 de Barcelona, catalogat com a bé amb elements d'interès (categoria C). Actualment és la seu del Registre Civil.

## Història i descripcíó
Ocupa el solar del desaparegut palau del Comte de Santa Coloma, un casal barroc compost de semisoterrani, planta baixa i dos pisos, cobert amb una teulada amb un potent ràfec. La façana principal, que donava a la plaça, tenia un portal d'arc de mig punt adovellat i un rellotge de sol. Segons les dades del Cadastre, va ser fet construït cap al 1747 per Joan de Queralt i de Xetmar (1679-1756), cinquè comte de Santa Coloma de Queralt, i ampliat el 1779 pel seu net Joan Baptista de Queralt i de Pinós (1758-1803), setè comte de Santa Coloma.
La societat de comerç i banca Girona Germans, Clavé i Cia, fundada el 1839 per Ignasi Girona i Targa (15.000 duros), els seus fills majors d'edat Joan i Manuel Girona i Agrafel (6.250 duros cadascun) i Joan Baptista Clavé (12.500 duros), es va instal·lar al palau, que el 1846 fou adquirit per aquest darrer en nom propi i dels Girona al comte Joan Baptista de Queralt i Silva (1786-1865) per 690.000 rals. El 1854, Clavé es va retirar de la societat, per la qual cosa aquesta passà a dir-se Girona Germans, liquidada finalment entre el 1864 i el 1867. Aleshores, Manuel Girona va esdevenir l'únic propietari del palau, que fou enderrocat el 1868, cedint una part del terreny a la via pública, per a construir-hi un nou edifici, cedint una part del terreny a la via pública, projectat per l'arquitecte Josep Oriol Mestres.
Consta de semisoterrani, planta baixa i tres pisos, i l'accés principal a la plaça del Duc de Medinaceli està format per dues portes d'arc de mig punt. És d'estil romàntic, amb trets classicistes en alguns elements decoratius com els frontons o les mènsules, si bé dins d'una general austeritat ornamental.
Segons l'inventari post mortem de Manuel Girona, tenia, a més de la cotxera amb quatre cotxes i tres cavalls, més de trenta habitacions decorades sumptuosament: sala dels tapissos, sala del piano, gran saló amb un orgue, sala de billar, oratori, sagristia, galeria, dormitoris i avantcambres, despatx, menjador, cuina, sala de costura, etc. El 1988 va patir una remodelació total de l'interior per a acollir les oficines del Registre Civil.

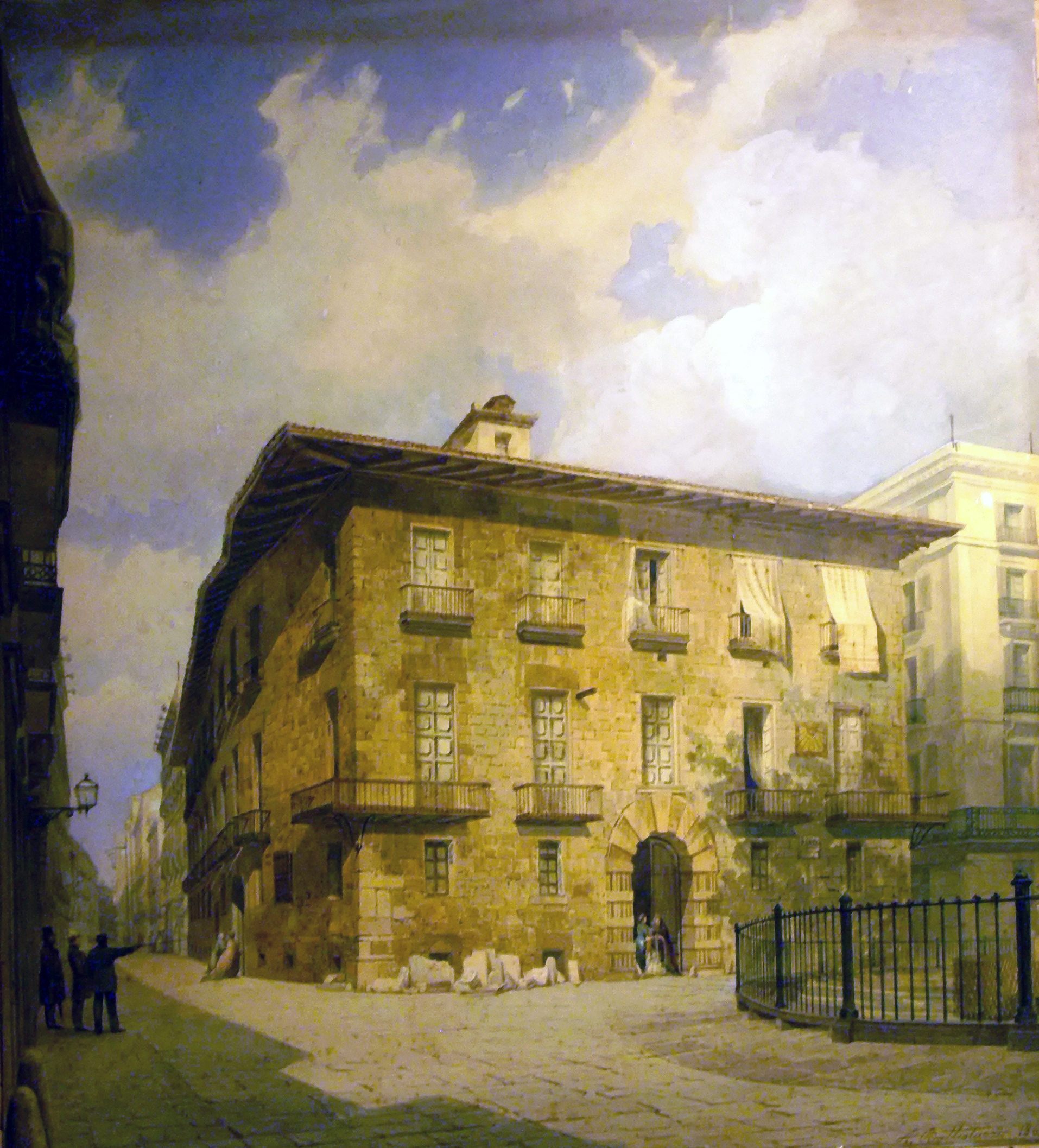
El palau del Comte de Santa Coloma en un dibuix d'Achille Battistuzzi (1868)

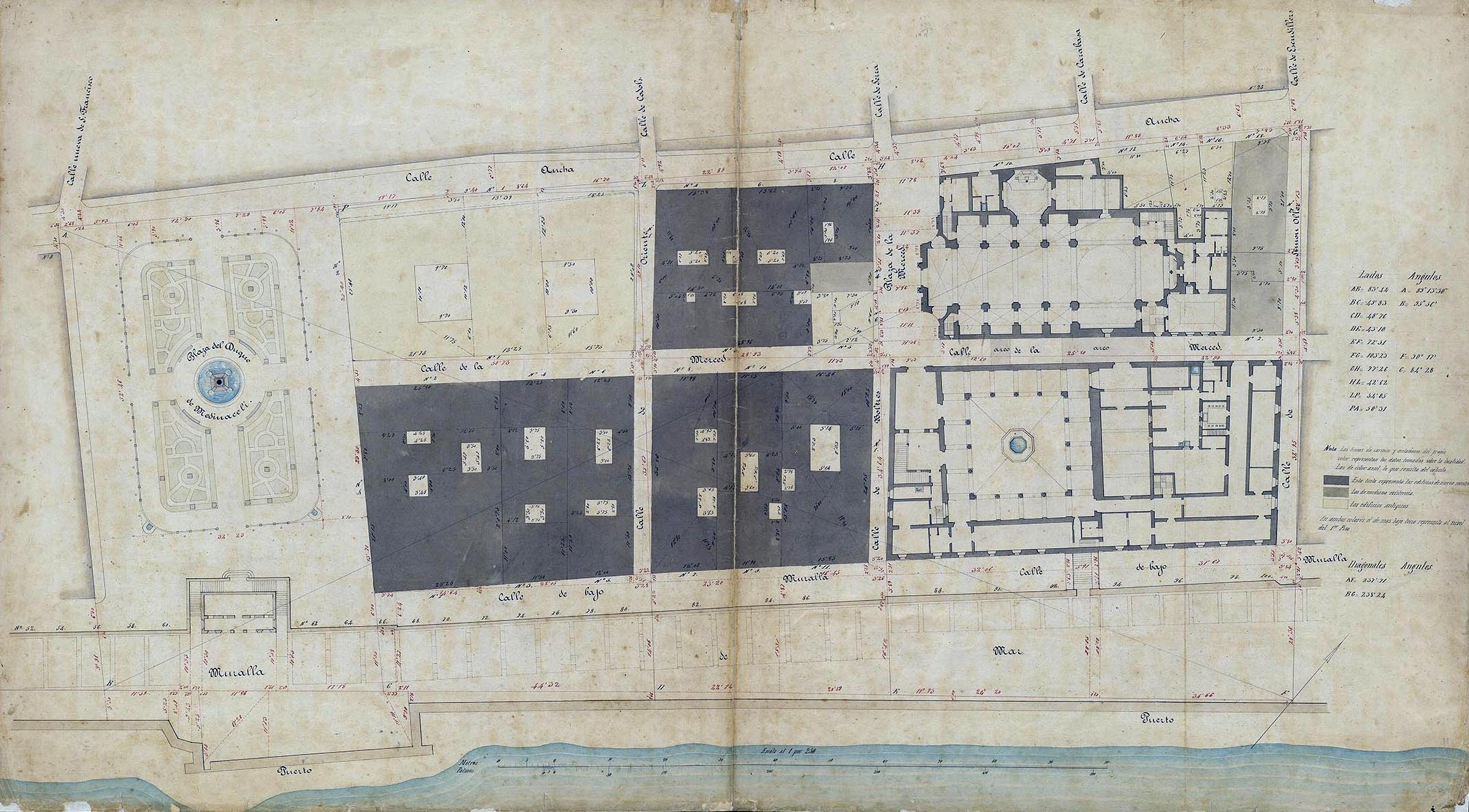
Quarteró núm. 118 de Garriga i Roca (c. 1860)

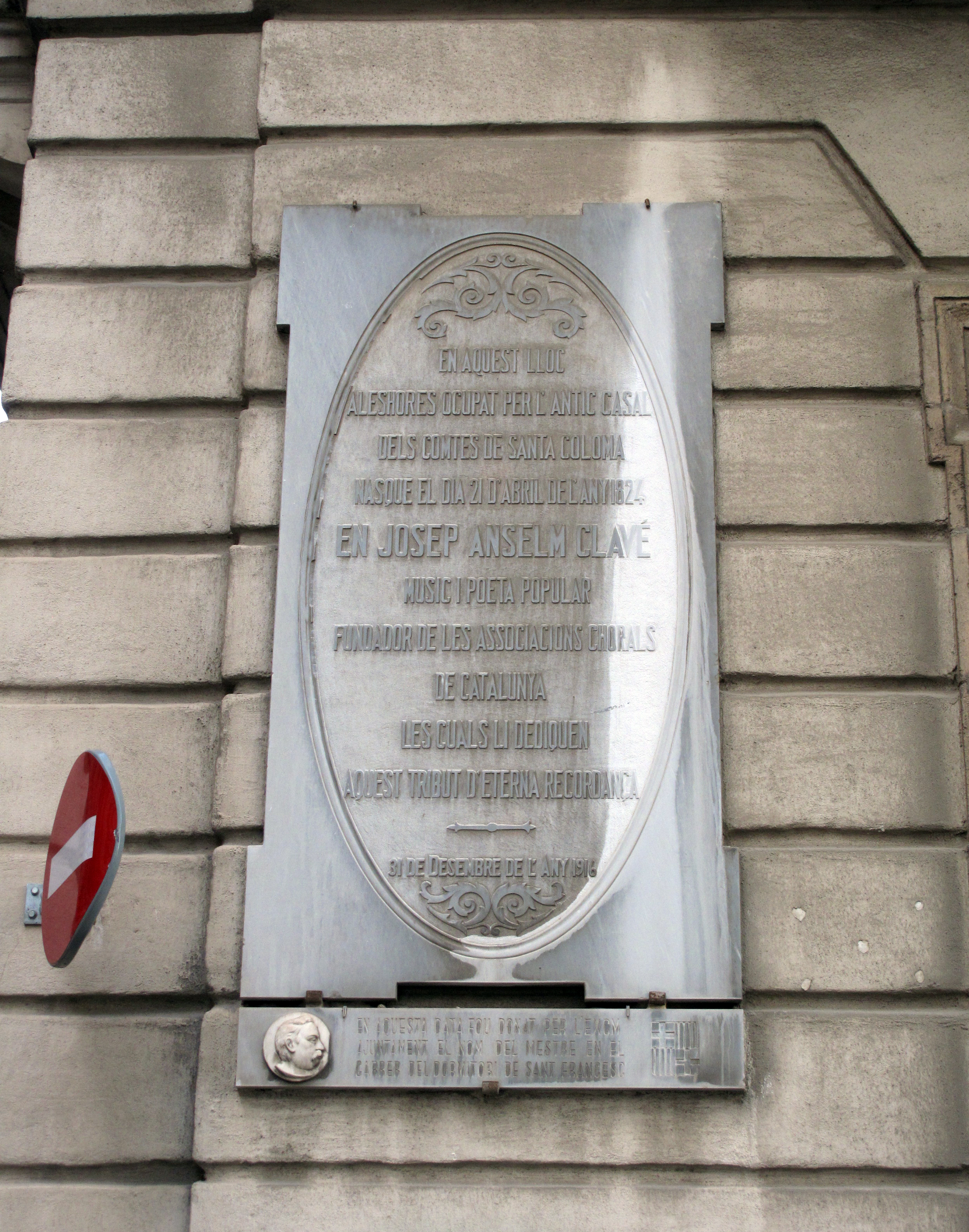
Placa commemorativa de Josep Anselm Clavé